# El Codro Llampat
El Codro Llampat és una roca singular del terme municipal de Monistrol de Calders, a la comarca del Moianès.
Aquesta mena de roques singulars aïllades reben el nom, només a Monistrol de Calders, de codros, peculiar paraula formada per la deformació de la paraula còdol.
Està situada a la part central del terme, al Solell del Codro Llampat, al costat occidental de la Daina, al nord del Camí de Monistrol de Calders a la Closella, a la dreta de la riera de Sant Joan, molt a prop del poble i al nord-est de Saladic.
Deu el seu nom al fet que en una època endarrerida (al segle xvii ja apareix amb aquest nom) degué rebre de ple algun llamp.